# Antoni Lleó Tresols i Campañà
Antoni Lleó Tressols i Campañà (1853-1931) Cap dels serveis de policia de Barcelona a partir del 1893, àlies «Vinagret», era un antic hortolà semianalfabet però astut i eficaç, que va omplir totes les pàgines de la repressió policial a Barcelona durant vint-i-cinc anys, a cavall del canvi de segle. Fou molt recriminada la seva actuació davant la bomba del carrer dels Canvis Nous, el 1896, que desencadenà el procés de Montjuïc. Tresols vas estar poc temps al capdavant de la brigada d'anarquisme abans de jubilar-se, sent reemplaçat per l'inspector Francesc Martorell.
Posteriorment, actuà com a intermediari entre el confident terrorista Joan Rull i els governadors civils Francisco Manzano Alfaro, Duc de Bivona, i Ángel Osorio i Gallardo, el 1905-08.